# USS Leyte Gulf (CG-55)
USS Leyte Gulf (CG-55) je deveta raketna krstarica klase Ticonderoga u službi američke ratne mornarice te prvi brod koji nosi to ime.

## Vanjske poveznice
- leytegulf.navy.mil  Arhivirana inačica izvorne stranice od 9. rujna 2007. (Wayback Machine)